# Tundra (musiker)
Frostein Arctander (født Hans Helander), bedre kendt under dæknavnet Tundra, er en norsk multiinstrumentalist, som er aktiv på den norske black metal-scene i bandet Frostmoon. Herudover har han også arbejdet som studiemusiker for Taake, hvor han senest er blevet krediteret som bandmedlem på ep'en Kveld.
Han arbejder i øjeblikket også på et debutalbum under eget navn.

## Diskografi

### MedTaake
- 1999: Nattestid Ser Porten Vid (som studiemusiker)
- 2004: The Box (bokssæt) (som studiemusiker)
- 2011: Kveld (ep)

## Fodnoter
1. ↑  "Bandindex.no". Arkiveret fra originalen 5. februar 2012. Hentet 2009-04-05.